# Milchfett
Milchfett ist die Gesamtheit der Lipidbestandteile der Milch. Fett ist in der Milch der Inhaltsstoff mit dem am stärksten schwankenden Gehalt. Er liegt zwischen 3,2 und 6,0 %. Verantwortlich für diese Schwankungen sind neben der Rinderrasse vor allem die Fütterung, die Haltung und Gesundheit der Milchtiere. Ebenso ist dadurch die unterschiedliche Fettzusammensetzung bedingt.
Das Fett ist in der Milch in Form winziger Kügelchen oder Tröpfchen enthalten (Emulsion). Das eigentliche Milchfett ist von einer dünnen Hülle aus Lipiden (z. B. Cholesterin und Phospholipide) umgeben. Diese Lipide haben lipophile und hydrophile Molekülteile, die mit Fetten (lipophile Teile) bzw. mit Wasser und anderen polaren Molekülen (hydrophile Teile) wechselwirken können. Dadurch fungieren die Lipide als Emulgatoren und stabilisieren die kleinen Fetttröpfchen in der ansonsten wässrigen Milch.
In unbehandelter Rohmilch hat der Hauptanteil dieser Fettkügelchen einen Durchmesser von etwa 1 bis 5 µm. Unbehandelte Milch rahmt auf, d. h. die Lipidphase trennt sich und setzt sich nach kürzerer Standzeit auf der Oberfläche ab. Um diesem Effekt entgegenzuwirken, wird handelsübliche Frischmilch (neben Wärmebehandlung zur Erhöhung der Haltbarkeit) homogenisiert. Dabei werden die Lipidkügelchen auf einen Durchmesser von unter 1 µm „zerkleinert“.
Milchfett ist Träger der fettlöslichen Vitamine A, D, E und K.

## Chemische Zusammensetzung

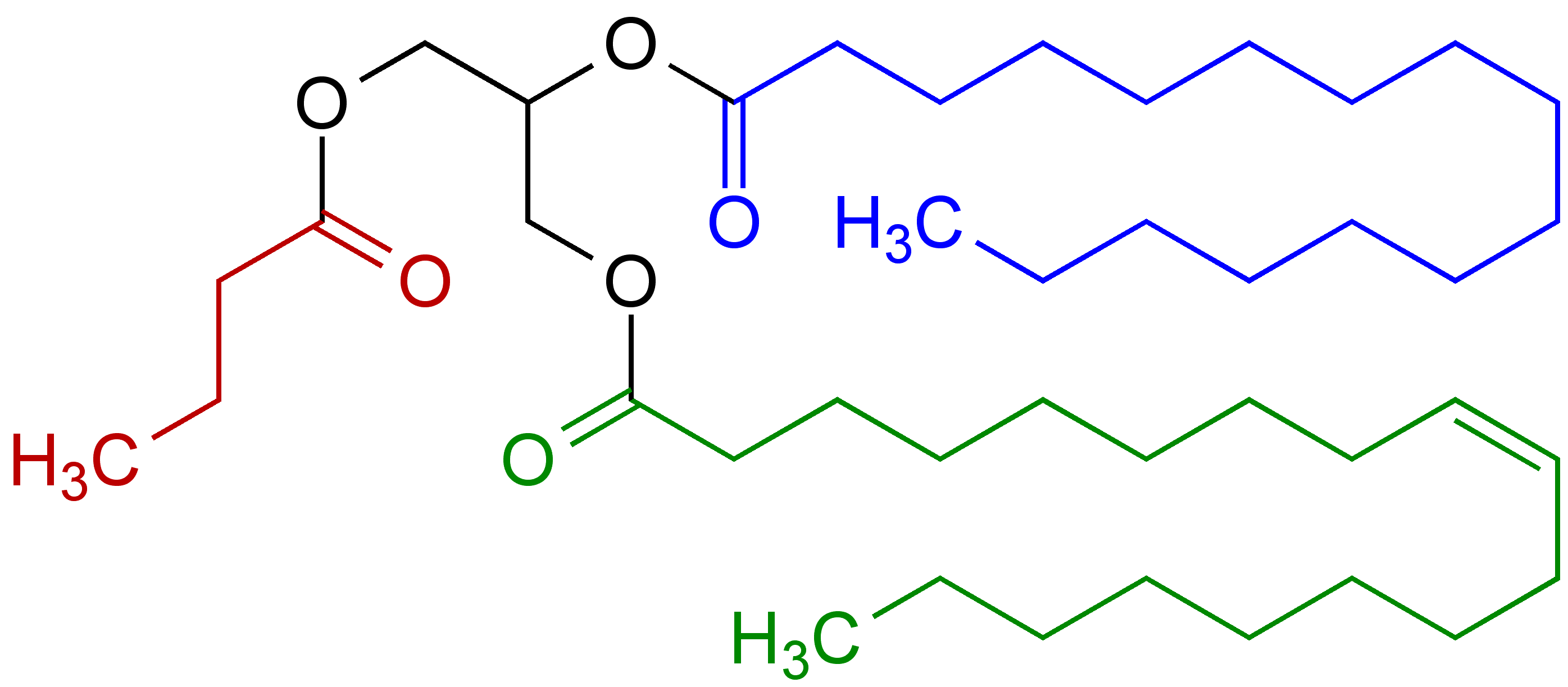
Typisches Triglycerid in Milchfett mit dem blau markierten gesättigten Fettsäurerest der Palmitinsäure, dem grün markierten einfach ungesättigten Fettsäurerest der Ölsäure sowie dem rot markierten Rest der Buttersäure. Im Zentrum ist das dreifach acylierte Glycerin (schwarz markiert) erkennbar.

Das Milchfett setzt sich vor allem aus Triglyceriden, den Estern des dreiwertigen Alkohols Glycerin mit Fettsäuren zusammen. Milchfett hat einen relativ hohen Gehalt an veresterten kurzen Fettsäuren (wie Buttersäure) und einen relativ geringen Gehalt an mehrfach ungesättigten Fettsäuren (Linolsäure, Linolensäure etc.).
Nur die Fettsäuren mit vier bis 16 Kohlenstoff-Atomen werden von der Kuh synthetisiert, Fettsäuren mit 16 bis 18 Kohlenstoff-Atomen stammen aus dem Futter.
| Fettsäure        | Zahl der C-Atome : Doppelbindungen | Gehalt [%]  |
| ---------------- | ---------------------------------- | ----------- |
| Buttersäure      | 4:0                                | 3,3 – 4,6   |
| Capronsäure      | 6:0                                | 2,9 – 3,0   |
| Caprylsäure      | 8:0                                | 1,0 – 1,7   |
| Caprinsäure      | 10:0                               | 1,9 – 4,1   |
| Laurinsäure      | 12:0                               | 2,3 – 6,4   |
| Myristinsäure    | 14:0                               | 8,6 – 14,6  |
| Myristoleinsäure | 14:1                               | 1,1 – 1,5   |
| Palmitinsäure    | 16:0                               | 22,2 – 36,7 |
| Palmitoleinsäure | 16:1                               | 1,8 – 2,3   |
| Stearinsäure     | 18:0                               | 6,1 – 12,7  |
| Ölsäure          | 18:1                               | 17,2 – 29,7 |
| Linolsäure       | 18:2                               | 1,0 – 3,1   |
| Linolensäure     | 18:3                               | 0,7 – 3,0   |

Milchfett ist als Gemisch aus flüssigen und kristallisierten Triacylglyceriden bei Raumtemperatur flüssig. Milch ist eine Emulsion aus flüssigem Milchfett in Wasser, Butter ist eine „feste Emulsion“ von Wasser in halbflüssigem Milchfett, im Butterschmalz liegt Milchfett rein und vollständig auskristallisiert vor. Milchfett und Butterschmalz sind daher bei Raumtemperatur fest.

## Lebensmittelrecht
Für den EU-Binnenmarkt bestimmen Vermarktungsnormen die Anforderungen an zum menschlichen Verzehr bestimmte, bei 20 Grad Celsius festbleibend streichfähige landwirtschaftlichen Erzeugnisse mit einem Masseanteil von 10 % bis weniger als 90 % Milchfette, Fette oder gemischte pflanzliche und/oder tierische Fette, also Streichfette. Als eine Fettart ist die der Milchfette definiert, nämlich als Fette in Form einer festen, plastischen Emulsion, überwiegend nach dem Typ Wasser in Öl, die ausschließlich bestehen aus Milch und/oder bestimmten Milcherzeugnissen mit Fett als wesentlichem Wertbestandteil. Ihnen dürfen auch andere zu ihrer Herstellung notwendige Stoffe zugesetzt werden, sofern diese Stoffe nicht dazu bestimmt sind, einen Milchbestandteil ganz oder teilweise zu ersetzen.
Der Milchfettanteil bestimmt dann die Lebensmittel, die unter der Bezeichnung Butter in Verkehr gebracht werden dürfen: Butter muss einen Milchfettgehalt von mindestens 80 % und weniger als 90 %, einen Höchstgehalt an Wasser von 16 % sowie einen Höchstgehalt an fettfreier Milchtrockenmasse von 2 % haben. Streichfette mit einem bestimmten geringeren Milchfettanteil sind als Dreiviertelbutter, Halbfettbutter oder Milchfett X % zu bezeichnen.